# Mario Giansone
Mario Giansone (Torino, 26 gennaio 1915 – Torino, 8 gennaio 1997) è stato uno scultore e pittore italiano.

## Biografia
Dopo il diploma all'Istituto d'Arte di Torino nel 1935, è assistente di Alberto Cibrario alla cattedra di anatomia dell'Accademia di Belle Arti di Torino, di cui tiene l'incarico di insegnamento nel biennio 1946-48. Lavora pure allo studio di Michele Guerrisi. Dal 1956 al 1985 insegna all'Istituto Statale d'Arte per il Disegno di Moda e Costume di Torino, poi Liceo Artistico "Aldo Passoni".
Le sue opere, che lo rendono uno degli artisti italiani più originali del '900, sono conservate in zona Regio Parco presso l'Associazione Archivio Storico "Mario Giansone" di Torino, curata da Marco Basso e Giuseppe Floridia.
Una sua scultura, denominata “La donna della domenica”, ha ispirato il titolo del romanzo omonimo di Fruttero e Lucentini.
Il Comune di Torino ha posto una targa nel 2016 sulla facciata del palazzo dove abitava l`artista in via Montebello 15. 